# Papilio cacicus
Espèce
Papilio cacicus est une espèce de lépidoptères (papillons) de la famille des Papilionidae. L'espèce est présente en Colombie, au Vénézuela, en Équateur et au Pérou.